# Marco Berger
Marco Berger (* 8. prosince 1977 Buenos Aires) je argentinský scenárista a filmový režisér.

## Život
Berger má norské předky a v roce 2001 odjel do Norska studovat film a žít zde. V roce 2005 se vrátil do Argentiny, zapsal se na národní filmovou školu FUC Universidad del Cine v Buenos Aires a začal natáčet. Absolvoval školu v roce 2007 dvěma krátkými filmy El reloj a Una última voluntad .
Berger je otevřený gay.

## Dílo
Berger se ve svých filmech zabývá homosexuálními vztahy, zejména mezi muži, ale necítí se být trvale omezován pouze na oblast homosexuální tematiky.
Filmový časopis Sissy ve svém vydání z prosince 2011 a února 2012 popisuje jeho investigativní a precizní filmový styl v recenzi celovečerního filmu Ausente, za který získal cenu Teddy na Berlinale. Bergerovy přednosti spočívají „...v přesnosti, s jakou zkoumá vznik tužeb v gestech, pohledech a dalších podprahových komunikačních prostředcích a zároveň ukazuje strategie, jimiž jsou vlastní touhy drženy na uzdě."
V celovečerním filmu Hawaii z roku 2013, který byl financován přes Kickstarter, hrají opět hlavní role dva muži, kteří se nacházejí v emocionálně erotickém přístupu. Pro svůj film Mariposa, který chtěl natočit v roce 2014, Berger plánoval heterosexuální námět.

## Filmografie (výběr)
- 2008: El reloj (krátký film)
- 2008: Una última voluntad (krátký film)
- 2009: Plan B
- 2010: Platero (krátký film); součást kolekce krátkých filmů Cinco
- 2011: Nepřítomen
- 2012: Tensión sexual, Volumen 1: Volátil (kolekce krátkých filmů)
- 2013: Tensión sexual, Volumen 2: Violetas (spolurežisér; kolekce krátkých filmů)
- 2013: Hawaii
- 2016: Taekwondo
- 2019: Un rubio
- 2020: El Cazador

## Ocenění
- V roce 2011 Berger obdržel na Berlinale cenu Teddy za svůj film Nepřítomen.[2]